# یاسین الیتس
یاسین الیتس (آلمانی: Yasin Ehliz؛ زادهٔ ۳۰ دسامبر ۱۹۹۲) بازیکن هاکی روی یخ اهل آلمان است.